# Fouqueville
Fouqueville är en kommun i departementet Eure i regionen Normandie i norra Frankrike. Kommunen ligger i kantonen Amfreville-la-Campagne som tillhör arrondissementet Bernay. År 2022 hade Fouqueville 443 invånare.

## Befolkningsutveckling
Antalet invånare i kommunen Fouqueville
Referens:INSEE